# 埼玉県立秩父特別支援学校
埼玉県立秩父特別支援学校（さいたまけんりつ ちちぶとくべつしえんがっこう）は、埼玉県秩父市大宮にある公立特別支援学校。

## 学部
- 小学部
- 中学部
- 高等部

## 沿革
- 1965年4月 - 秩父市立養護学校として開校
- 1979年4月 - 埼玉県に移管され、埼玉県立秩父養護学校と改称。
- 2000年4月 - 肢体不自由教育部門を設置
- 2009年4月 - 埼玉県立秩父特別支援学校と改称。

## 通学区域
- 秩父市
- 長瀞町
- 皆野町
- 横瀬町
- 小鹿野町